# Prionomelia cryptapheles
Prionomelia cryptapheles är en fjärilsart som beskrevs av Dyar 1913. Prionomelia cryptapheles ingår i släktet Prionomelia och familjen mätare. Inga underarter finns listade i Catalogue of Life.